# 蛊降
《蛊降》（英語：KONG TAO）是一部2025年马来西亚惊悚恐怖片，素帕莎拉·塔纳查、姜皓文、黄诗棋领衔主演，容启航、原腾、沈家宜聯合演出。

## 製作
电影于2024年5月15日于吉隆坡开镜，预计耗时1个月完成。本片是素帕莎拉·塔纳查首次拍马来西亚电影

## 外部連結
- 豆瓣电影上《蛊降》的資料 （简体中文）
- 互联网电影数据库（IMDb）上《蛊降》的资料（英文）